# Emmonak (Alasca)
Emmonak é uma cidade localizada no estado americano de Alasca, no Wade Hampton Census Area.

## Demografia
Segundo o censo americano de 2000, a sua população era de 767 habitantes.
Em 2006, foi estimada uma população de 827, um aumento de 60 (7.8%).

## Geografia
De acordo com o United States Census Bureau, a localidade tem uma área de 22,3 km², dos quais 19,4 km² cobertos por terra e 2,9 km² cobertos por água.

## Localidades na vizinhança
O diagrama seguinte representa as localidades num raio de 88 km ao redor de Emmonak.